# Bylew-Parcele
Bylew-Parcele – część wsi Bylew w Polsce, położona w województwie wielkopolskim, w powiecie konińskim, w gminie Ślesin.
W latach 1975–1998 Bylew-Parcele należały administracyjnie do województwa konińskiego.